# The Clinic (película)
The Clinic es una película de 2010 de thriller escrita y dirigida por James Rabbitts y fue filmada en Denliquin, NSW, Australia. Es inspirada en hechos reales, y sigue las historias de seis mujeres y sus bebés nacidos.

## Elenco
- Tabrett Bethell como Beth Church.
- Clare Bowen como Ivy.
- Sophie Lowe como Allison.
- Freya Stafford como Veronica.
- Andy Whitfield como Cameron Marshall.